# Kokardezaagbek
De kokardezaagbek of kuifzaagbek (Lophodytes cucullatus) is een vogel uit de familie van de eendachtigen (Anatidae). De wetenschappelijke naam van de soort werd in 1758 als Mergus cucullatus gepubliceerd door Carl Linnaeus. In 1853 plaatste Heinrich Gottlieb Ludwig Reichenbach de soort in het geslacht Lophodytes, waarin het de enige soort is.

## Veldkenmerken
Zowel de mannetjes als vrouwtjes hebben een kuif die ze rechtop kunnen zetten. De kuif van het mannetje is zwart met een grote witte vlek, die van het vrouwtje egaal bruin. De zijden van het mannetje zijn roodbruin, de rug is zwart, de borst wit. De vrouwtjes zijn vrijwel geheel bruin.

## Verspreiding
De kokardezaagbek komt voor van Alaska tot de noordwestelijke Verenigde Staten en van zuidoostelijk Canada tot de zuidoostelijk Verenigde Staten en dan met name in moerasgebieden en bosgebieden met meren. De vogel broedt vooral in de buurt van de Grote Meren en aan de kust van de Noordelijke Grote Oceaan. Het is een trekvogel en hij overwintert in het zuiden van de Verenigde Staten.
De kokardezaagbek is ook een aantal keren als dwaalgast in Europa waargenomen, namelijk in Brittannië, op IJsland en op de Azoren. Ook wordt de vogel tegenwoordig weleens waargenomen in bijvoorbeeld Nederland, dit zijn meestal uit gevangenschap ontsnapte exemplaren.

## Voortplanting
De kokardezaagbek broedt in holen in bomen. De nesten van de vogels liggen soms tot acht meter boven de grond. De kokardezaagbek legt zo’n zes tot twaalf eieren en deze worden in dertig dagen uitgebroed. De jonge vogels worden door hun moeder grootgebracht. Eerst zijn de kuikens donkerbruin, als ze veren krijgen zijn ze ook bruin en lijken ze erg op een vrouwelijke vogel, alleen is de kuif van de jonge vogels duidelijk kleiner. Na zo’n zeventig dagen kunnen de jongen vliegen en worden ze door hun moeder verlaten.

## Voedsel
Het voedsel van de kokardezaagbek bestaat voornamelijk uit kleine vissen en kreeften, en in de zomer eet de vogel ook wel waterinsecten. Tijdens het jagen naar voedsel duiken de vogels en zwemmen ze onder water.

## Status
De grootte van de populatie is in 2020 geschat op 1,1 miljoen volwassen vogels. Op de Rode lijst van de IUCN heeft deze soort de status niet bedreigd.

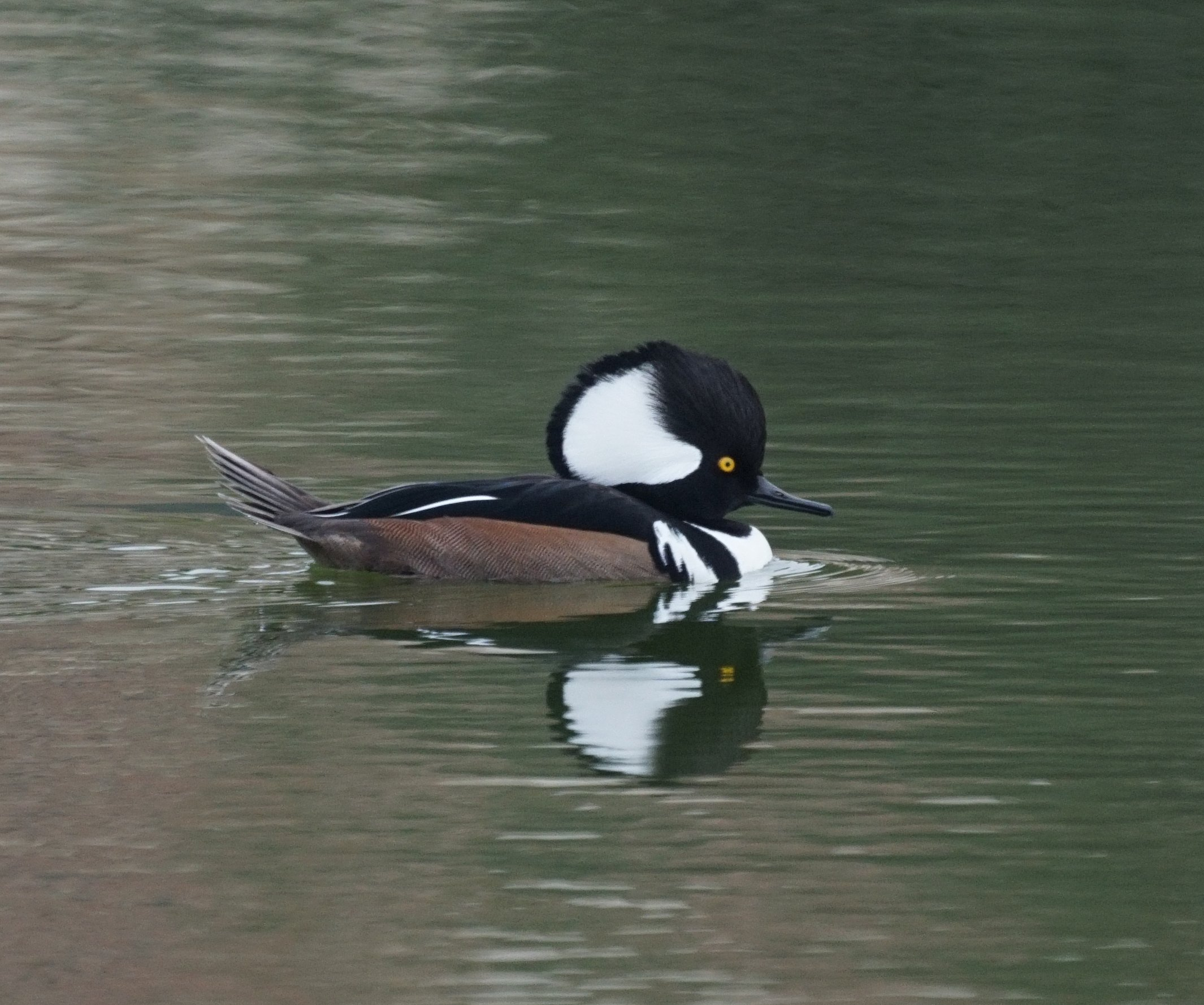
Mannetje
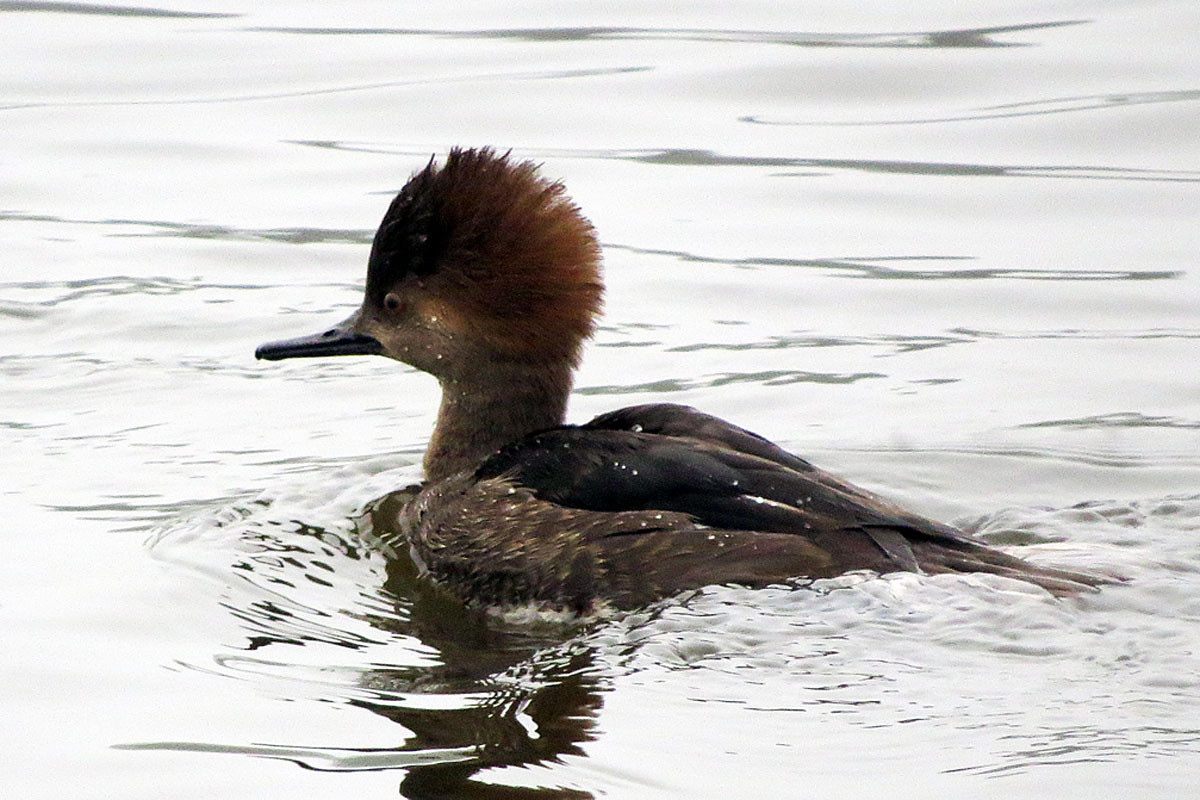
Vrouwtje
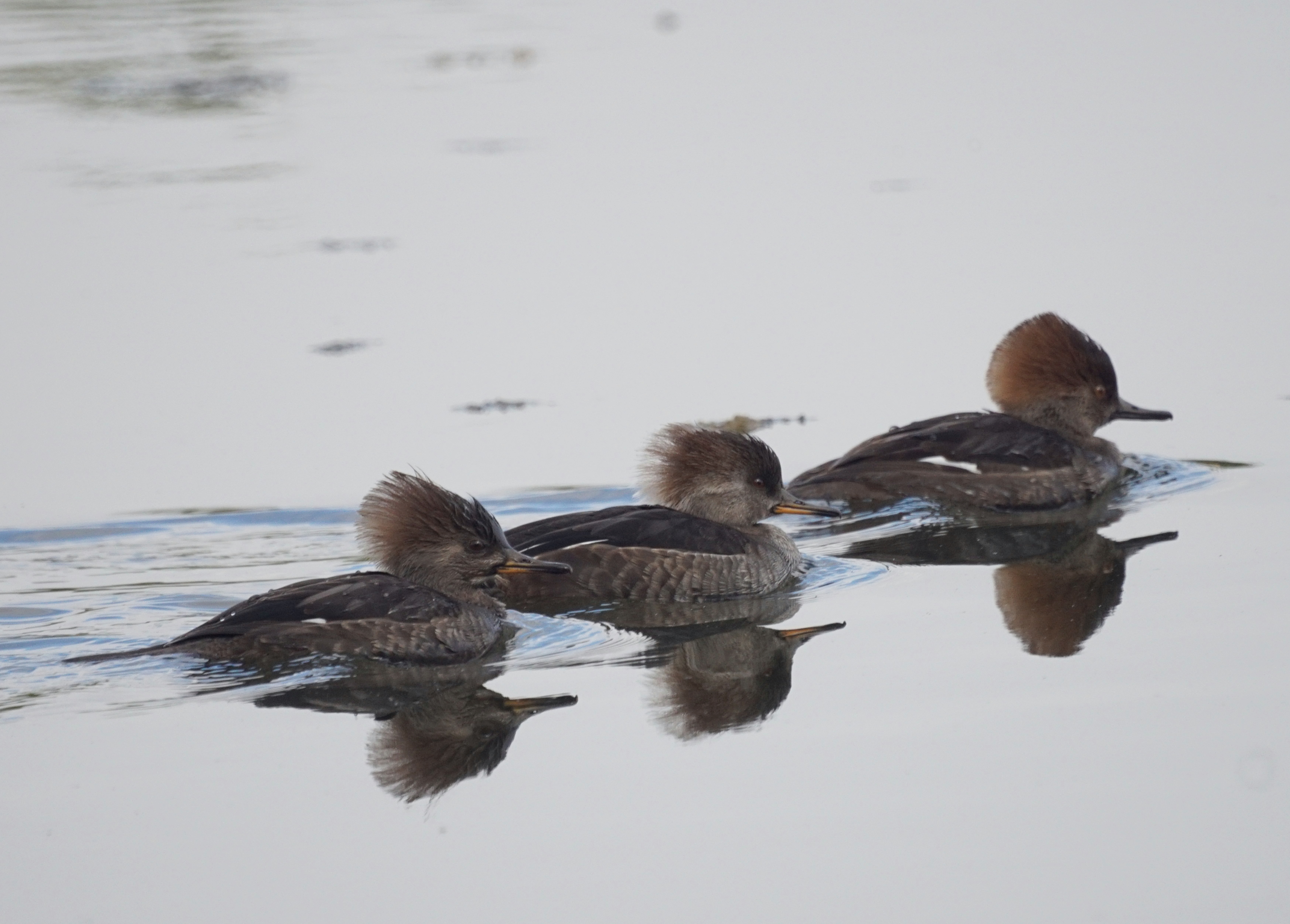
Vrouwtje en 2 jonge vogels